# Kościół św. Ducha w Książu Wielkim
Kościół św. Ducha w Książu Wielkim – rzymskokatolicka świątynia położona w Książu Wielkim. 

## Historia
Fundatorem kościoła był Spytko z Melsztyna (ówczesny właściciel Książa) syn Jan z Melsztyna, wojewody krakowskiego. Świątynia została ufundowana wraz z lokacją miasta i była budowana w latach 1372–1381. Spytko sprowadził Augustianów do Książa Wielkiego, aby sprawowali pieczę nad kościołem. Mieszkali w klasztorze obok kościoła. Klasztor wielkoksiąski położony na południe od kościoła niszczyły pożary i trzęsienia ziemi nawiedzające miejscowość. Z pierwotnego gotyckiego kościoła zachowała się jedynie cześć prezbiterium i zbudowana na przełomie XV i XVI wieku stara zakrystia po północnej stronie. Dzisiejszą zakrystię, dawny skarbiec, od południa dobudowano zapewne po 1611 roku. Obecny korpus zbudowano po pożarze z 1741 roku. Fasada w stylu klasycystycznym została zbudowana około 1840 roku. Augustianie napotykali się z wieloma trudnościami. Musieli opuścić miejscowość ze względu na szerzący się kalwinizm. Powrócili po 125 latach, kiedy władał Książem Piotr Myszkowski, biskup krakowski.

### KasataZakonu
W 1864 zlikwidowano zarówno klasztor ksiąski jak i wiele innych. Bezpośrednią przyczyną likwidacji klasztorów było powstanie styczniowe. W myśl rozporządzenia carskiego skazane na likwidacje klasztory, dnia 27 października 1864 r. o godzinie ósmej obstawiono wojskiem. Większość zakonników musiała udać się do Wielunia. Klasztor zamieniono na przytułek dla ubogich. Po kasacie zakonu, z całego konwentu jedynie ks. Antoni Franciszek Śliwiński pozostał w Książu Wielkim. Był on ostatnim przedstawicielem zakonu na terenie miasta. Zmarł 24 sierpnia 1894 roku i został pochowany na tutejszym cmentarzu.

## Architektura

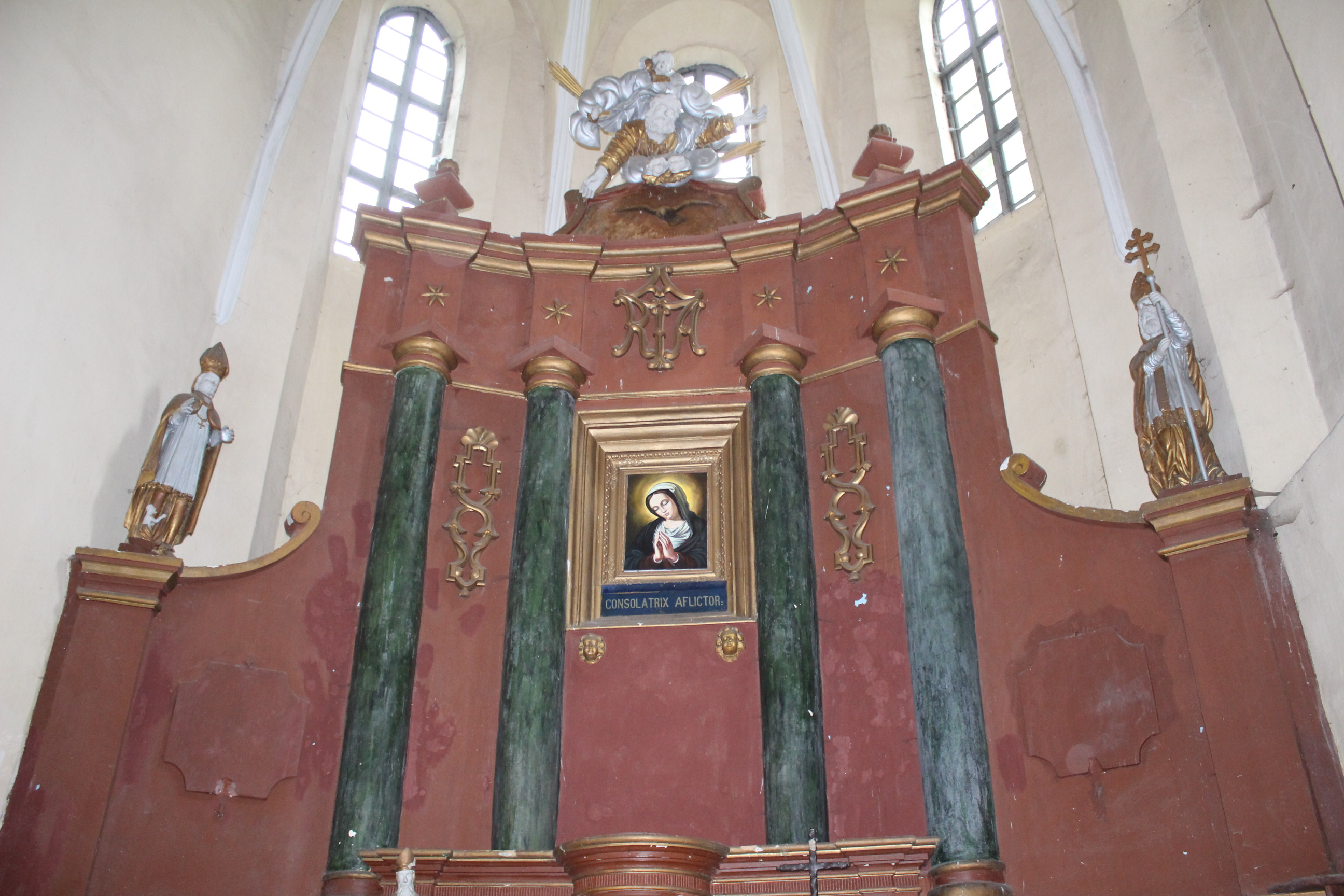
Ołtarz główny w kościele

Kościół posiada pięć ołtarzy. Ołtarz główny pochodzi z końca XVII w. Jest koloru karmazynowego z nielicznymi złoceniami. Po bokach zdobią go dwie figury - św. Wojciecha i Stanisława - patronów Polski. Posiada późnobarokowe, pozłacane tabernakulum. Na środku ołtarza znajduje się obraz Matki Boskiej Pocieszycielki Strapionych, włoskiego malarza Giovanniego Battisty Salvi. Na tył ołtarza prowadzą drzwi rozmieszczone po bokach ołtarza. Na drzwiach namalowane są postacie: na prawych – św. Kazimierza, a na lewych – św. Jana z Kęt. Drugi ołtarz poświęcony jest św. Tekli, trzeci – św. Augustynowi. Czwarty zawiera rzeźbę Pana Jezusa Ecce Homo, a piąty – św. Antoniego.

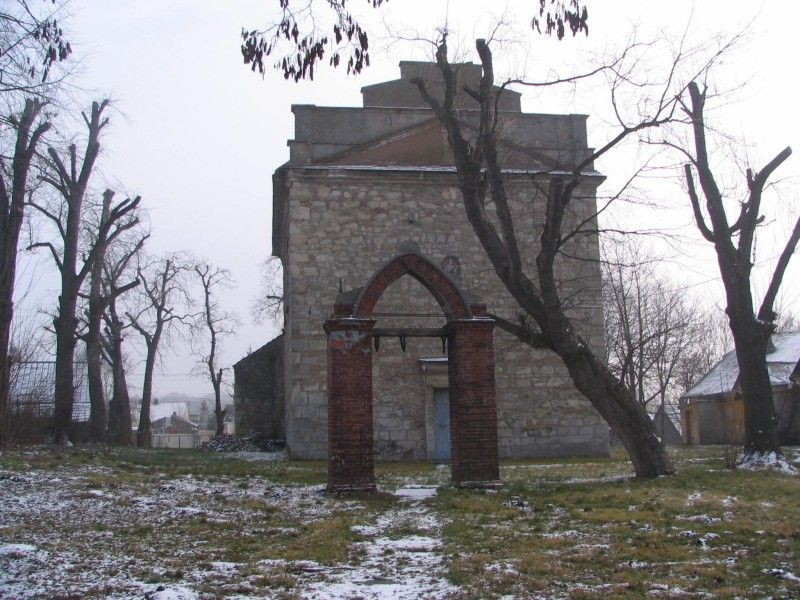
Kościół św. Ducha

### Chór
Budowa chóru zakończyła się wiosną 1751 roku. Został on pokryty farbą szafirową z imitacją marmuru. Już w lutym tego roku stała na tym chórze drewniana fisharmonia z dziesięcioma głosami i dokonaną korektą głosów. Nad chórem wisi obraz św. Antoniego z Dzieciątkiem Jezus i Lilią. 

### Dzwonnica
Obecną dzwonnicę zbudowano w 1836 roku. Wymurowano ją z cegły w stylu neogotyckim w kształcie złamanego łuku zwieńczonego krzyżem żelaznym. Na cięciwie łuku zawieszone były dwa niewielkie dzwony. Na większym z nich o rozpiętości 40 cm biegł napis o treści: 1901 ad hon. B M V rectore eccl æ Michael Sławeta. Obydwa dzwony zostały skradzione przez okupanta niemieckiego 30 września 1941 roku.

## Stan obecny
W kościele, w roku liturgicznym odprawia się msze św. w terminach:
- w środę przed Zesłaniem Ducha Świętego (w parafii Matki Boskiej Wielkoksiąskiej);
- w Zesłanie Ducha Świętego;
- 16 lipca (Matki Boskiej Szkaplerznej);
- 15 sierpnia (Wniebowzięcie NMP);
- 15 września (Matki Boskiej Bolesnej).